# Smiths Station
Pour les articles homonymes, voir Smiths.
Smiths Station est une ville américaine située dans le comté de Lee en Alabama.
Selon le recensement de 2010, Smiths Station compte 4 926 habitants. La municipalité s'étend sur 6,62 milles carrés (17,15 km2), dont 6,59 milles carrés (17,07 km2) de terres.

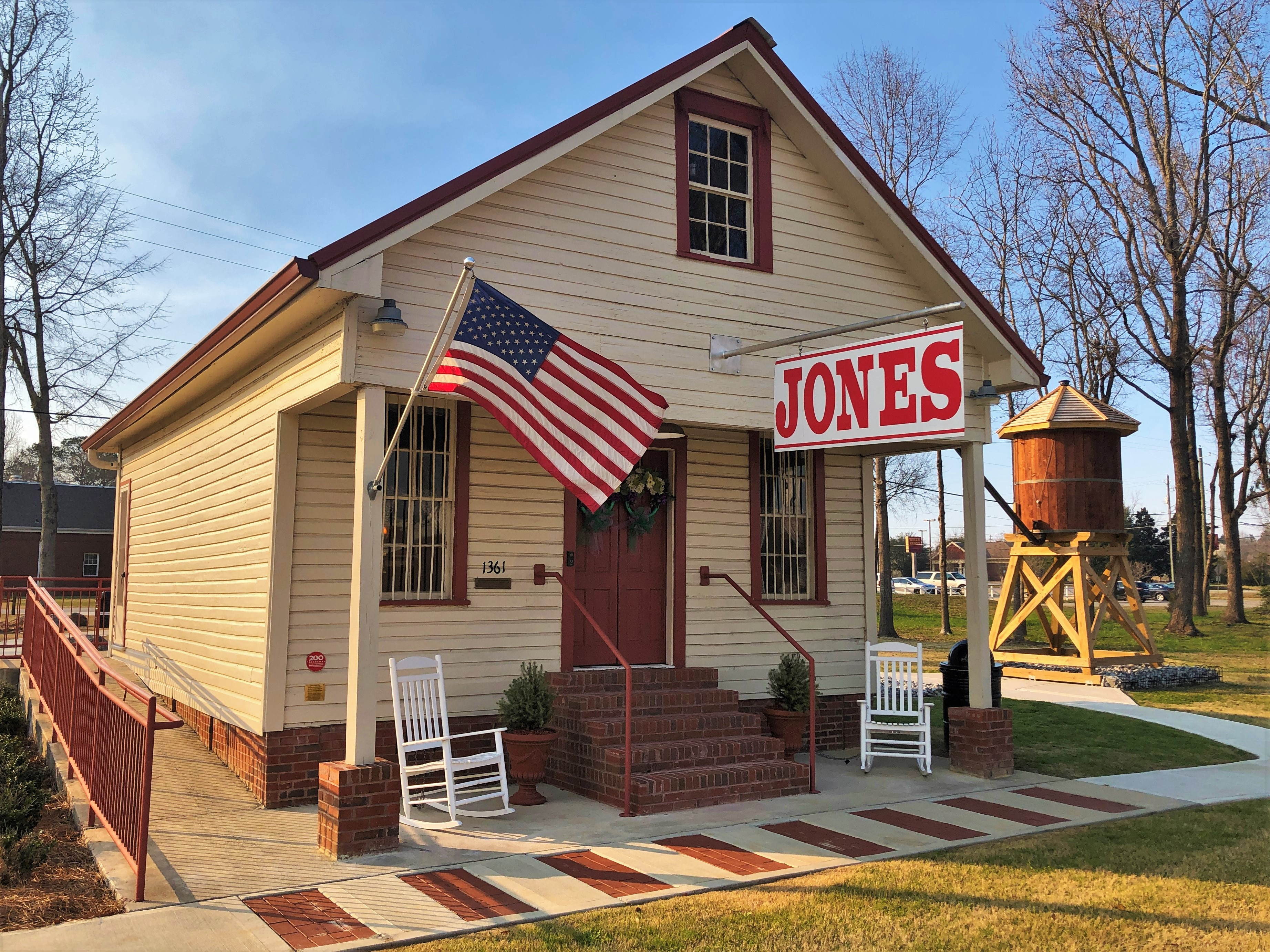
Le musée historique Jones Store à Smiths Station

## Démographie
| 1990  | 2000   | 2010  | - |
| ----- | ------ | ----- | - |
| 3 456 | 21 756 | 4 926 | - |

## Personnalité liée à la ville
- Nikema Williams, femme politique américaine